# 半身人
半身人（英語：Halfling）為角色扮演遊戲《龍與地下城》（Dungeons & Dragons）中的一種虛構生物。其體型只有一般人類的二分之一。其原型來自英國作家托爾金作品中的虛構種族：霍比特人。但由於霍比特人為托爾金特有的商標，故《龍與地下城》及其他奇幻作品將霍比特人及類霍比特人的種族稱為半身人。